# Matho Tonga
Matho Tonga, de laatste der Mandan’s is een Nederlandse stripreeks van tekenaar en scenarist Hans G. Kresse. Het betreft een westernstrip, waarin meerdere verhaallijnen door elkaar lopen. Het titelpersonage is eigenlijk een bijfiguur in het verhaal.

## Publicatie
De reeks werd eerst in 1948 gepubliceerd in het tijdschrift Ons vrije Nederland naast Tom Poes. Het eerste verhaal wordt ook in België, Frankrijk en Scandinavische landen. Het tweede verhaal verscheen in 1950 en 1951 in het Algemeen Dagblad. Het derde verhaal, Het geheim van Dr. Dorian, werd gepubliceerd in De Zweep, een wekelijkse bijlage van de Belgische krant Het Laatste Nieuws, en in De Wereldkroniek. Een deel van dit verhaal werd in 1970 gepubliceerd in het stripweekblad Pep. Ook het vierde en vijfde verhaal verschenen in De Zweep. De eerste drie verhalen werden in 1977 in albums uitgegeven door uitgeverij Oberon. De eerste twee verschenen in het eerste album. Het derde verhaal, Het geheim van Dr. Dorian, kreeg de albumtitel De laatste der Mandan’s.
Het vijfde verhaal, De ontvoering, werd niet meer geschreven en getekend door Hans Kresse, maar door Dick de Wilde. Aan dat verhaal werkte ook Piet Wijn en Gerrit Stapel mee.

### Verhalen
Er verschenen van Matho Tonga vijf verhalen.
| Nummer | Titel                         | Tekenaar      | Scenarist     |
| ------ | ----------------------------- | ------------- | ------------- |
| V1     | De strijd in de Zwarte Bergen | Hans Kresse   | Hans Kresse   |
| V2     | Het Arendsjong                | Hans Kresse   | Hans Kresse   |
| V3     | Het geheim van Dr. Dorian     | Hans Kresse   | Hans Kresse   |
| V4     | Voorjaar 1859                 | Hans Kresse   | Hans Kresse   |
| V5     | De ontvoering                 | Dick de Wilde | Dick de Wilde |